# 前原インターチェンジ
前原インターチェンジ（まえばるインターチェンジ）は、福岡県糸島市の西九州自動車道（福岡前原有料道路）のインターチェンジである。糸島市中心街へのアクセスに便利である。福重JCT・福岡方面に対しての出入口のみ対応するハーフICであり、このICから唐津方面には向かえない。

## 道路
- E35 西九州自動車道（福岡前原有料道路）

## 料金所
- IC直後に設置されている前原本線料金所で料金を支払うため、ICには設置されていない。

## 周辺
- 福山通運福岡糸島営業所[1]
- 糸島市役所

## 隣
E35 西九州自動車道（福岡前原有料道路）
周船寺IC - 前原料金所 - 前原IC - 前原東暫定出入口